# Marella Agnelli

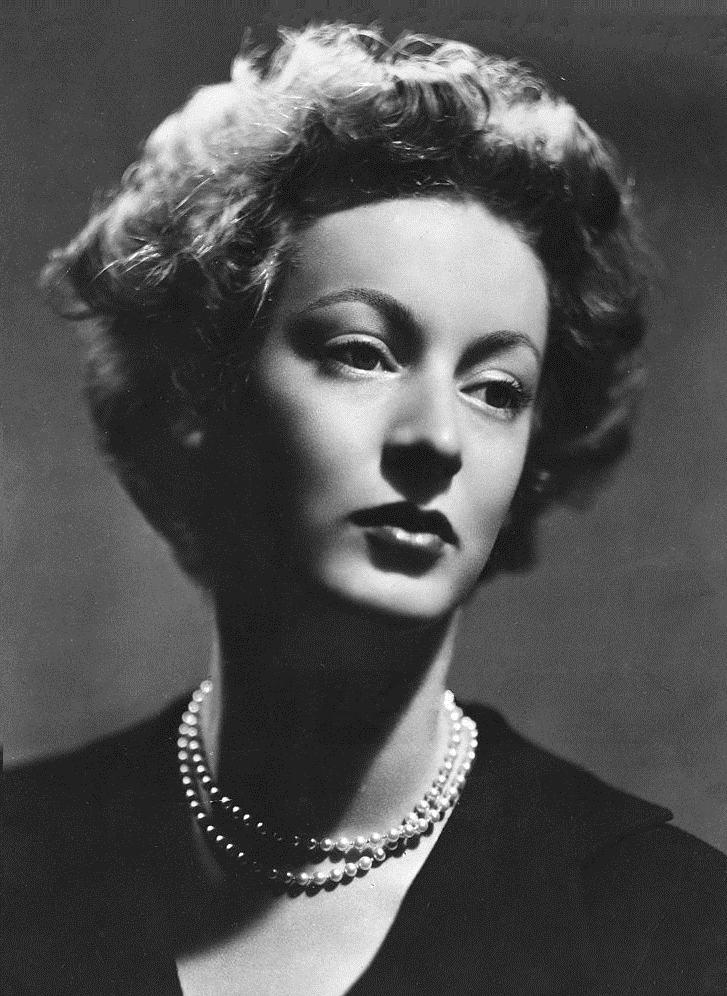
Marella Agnelli in den 1950er Jahren

Marella Agnelli (* 4. Mai 1927 als Marella Caracciolo di Castagneto in Florenz; † 23. Februar 2019 in Turin) war eine italienische Kunstsammlerin, Fotografin und Textildesignerin. Sie war verheiratet mit Gianni Agnelli.

## Leben
Agnelli stammte aus der alten neapolitanischen Adelsfamilie Caracciolo. In ihrer Jugend lebte sie in verschiedenen europäischen Ländern. Ihr Vater, Filippo Caracciolo di Castagneto, war Diplomat und von 1963 bis 1965 Präsident der Fédération Internationale de l’Automobile. Ihre Mutter Margaret Clarke war US-Amerikanerin und Erbin eines Whisky-Fabrikanten aus Peoria, Illinois. Einer ihrer Brüder, Carlo Caracciolo, war Mehrheitsaktionär bei L’Espresso und an La Repubblica beteiligt. Ein weiterer Bruder, Nicola Caracciolo, ist Autor und Dokumentarfilmer.

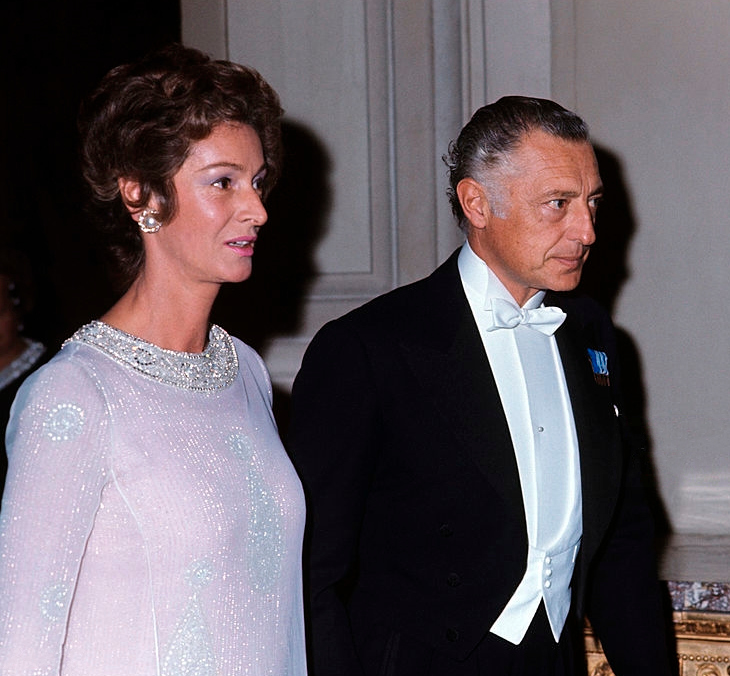
Marella und Gianni Agnelli um 1966

Am 19. November 1953 heiratete Marella Caracciolo Gianni Agnelli auf Schloss Osthoffen im französischen Straßburg. Ihr Vater war dort diplomatischer Vertreter Italiens beim Europarat.
Sie ist die Mutter von Edoardo, der sich 2000 das Leben nahm, und Margherita Agnelli. Agnelli hatte acht Enkel: John Elkann ist seit 2010 Fiat-Präsident. Lapo Elkann ist Unternehmer und Designer und als Playboy bekannt. Die Schwester der beiden, Ginevra Elkann, arbeitet als Filmregisseurin und ist Präsidentin der Pinacoteca Giovanni e Marella Agnelli. Pietro, Sofia, Maria, Anna und Tatiana de Pahlen sind Kinder aus der Ehe von Margherita Agnelli mit Serge de Pahlen, während die ersten drei aus der Ehe mit Alain Elkann stammen.
Marella Agnelli starb am 23. Februar 2019 in ihrem Haus in Turin und wurde in Villar Perosa bestattet.

### Jugend
Nachdem sie in der Schweiz ihren Hochschulabschluss gemacht hatte, besuchte Agnelli die Académie des beaux-arts und die Académie Julian in Paris. In New York war sie Assistentin von Erwin Blumenfeld. Zurück in Italien arbeitete sie gelegentlich als Redakteurin und Fotografin für Condé Nast, den Verlag der Vogue.

### Design
1973 fing sie an, als Haute-Couture-Designerin mit Schwerpunkt in der Inneneinrichtung zu arbeiten. 1977 wurde ihr aufgrund ihrer Leistungen in den USA der renommierte „Product Design Award of the Resources Council Inc.“ verliehen.

### Gärten
Agnelli begeisterte sich für Gärten. Zusammen mit bekannten Landschaftsarchitekten plante sie die Gärten in ihren Häusern, Villa Frescot am Stadtrand von Turin, die Sommervilla bei Villar Perosa, sowie eine Villa in Marrakesch in Marocco, wo Agnelli seit 2005 ihren Wohnsitz hatte. Sie veröffentlichte Bücher über Gärten und über Fotografie, z. B. über den Garten von Ninfa in der Nähe von Cisterna di Latina.

### Kunst

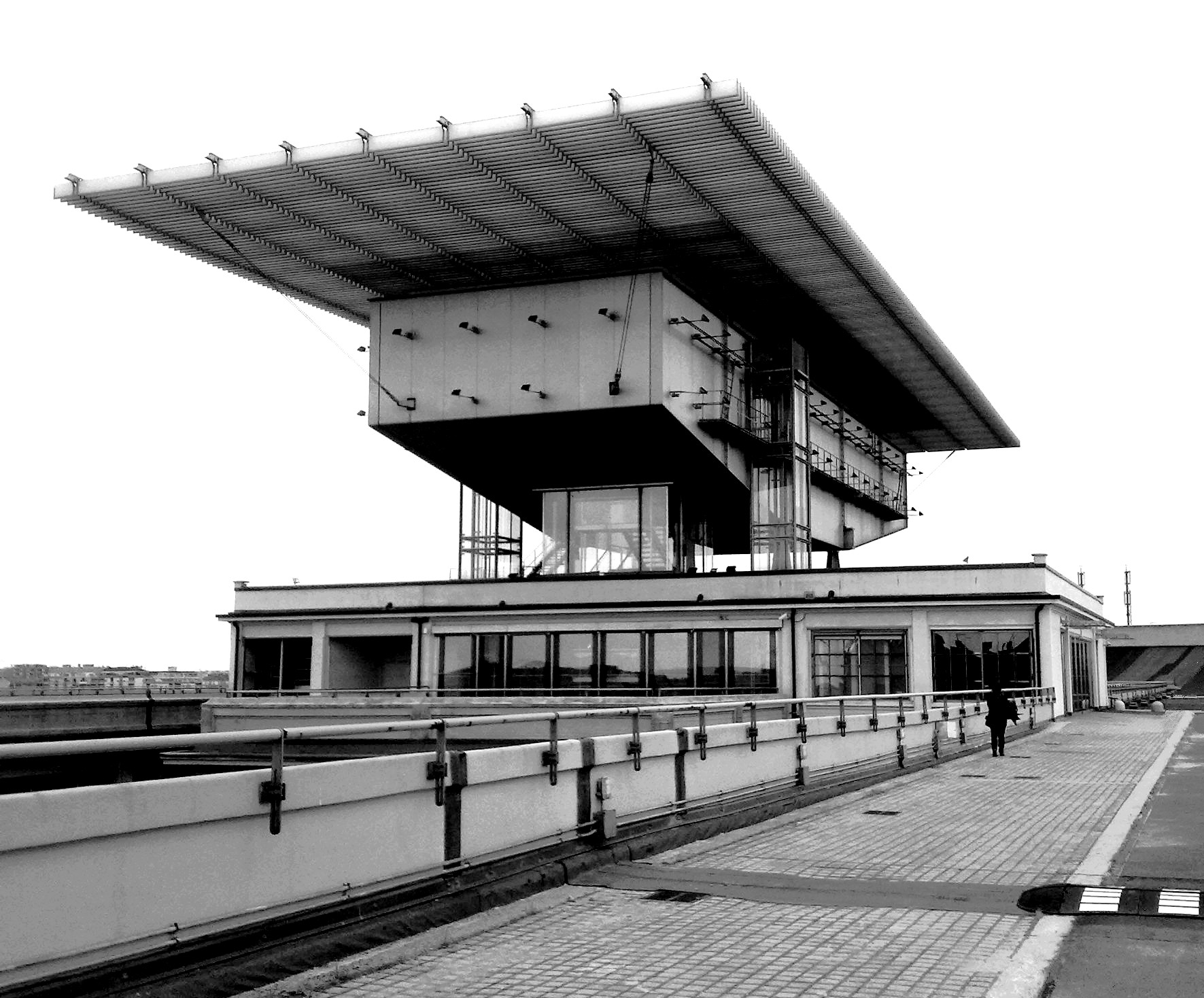
Die Pinacoteca Giovanni e Marella Agnelli in Turin

Marella Agnelli war Mitglied des International Council of MOMA in New York, des Tate International Council in London, im Vorstand der Freunde des Botanischen Gartens Hanbury und Ehrenpräsidentin des Naturschutzgebiets Torrente Chisone in Villar Perosa. Außerdem war sie Präsidentin der Vereinigung der Turiner Freunde zeitgenössischer Kunst.
Marella und Gianni Agnelli besaßen u. a. Werke von Canal, Bellotto, Canova, Manet, Renoir, Picasso, Matisse, Severini und Modigliani. Ein Teil dieser privaten Kunstsammlung ging im September 2002, wenige Monate vor Gianni Agnellis Tod, an die Fondazione Giovanni e Marella Agnelli und hängt nun in der Pinacoteca Giovanni e Marella Agnelli in Turin. Entworfen wurde diese Pinacoteca von Renzo Piano.

## Auszeichnung

Verdienstorden der Italienischen Republik

Der Präsident der Italienischen Republik Carlo Azeglio Ciampi hat am 13. September 2000 Marella Agnelli die dritthöchste zivile Auszeichnung Italiens verliehen.

## Trivia
Agnelli wurde u. a. von Clifford Coffin fotografiert, der sie mit anderen Damen des italienischen Adels 1949 für die US-amerikanische Vogue fotografierte. Richard Avedon nannte sie in Anspielung auf ihren langen Hals „den Schwan“.
Sie kannte viele Persönlichkeiten aus Politik, Kunst und Literatur z. B. die Kennedys, Andy Warhol und Truman Capote. Die Freundschaft mit Capote kommt in dem US-amerikanischen Film Kaltes Blut – Auf den Spuren von Truman Capote vor, in dem Agnelli von Isabella Rossellini verkörpert wird. Von Andy Warhol wurden Agnelli und ihr Mann für die berühmte Siebdruck-Serie porträtiert.

## Veröffentlichungen
- Marella Agnelli, Robert Emmett Bright, Luca Pietromarchi, Verzauberte Welten, Italienische Gärten und Villen, Stuttgart, Lifestyle Busseseewald, 1988, 224 Seiten, ISBN 978-3-51-200832-0
- Marella Agnelli, Giardino segreto, Mailand, Rizzoli, 1998, 224 Seiten, ISBN 88-17-67997-6
- Marella Agnelli, Marella Caracciolo, Giuppi Pietromarchi, Ninfa ieri e oggi, Turin-London-New York-Venedig, Allemandi, 1998 – ISBN 88-422-0718-7.
- Marella Agnelli, Il giardino di ninfa, Turin-London-New York-Venedig, Allemandi, 2000, 164 pp. – ISBN 88-422-0542-7
- Marella Agnelli und Marella Caracciolo Chia, The Last Swan, New York, Rizzoli, 2014, 304 Seiten – ISBN 978-0-84-784321-3
- Marella Agnelli. La signora Gocà, Piccola Biblioteca Adelphi, 2015 – ISBN 978-8-84-593040-9